# Бердибек
Бердибе́к (ок. 1310 — 1359) — хан Золотой Орды (1357—1359). Сын и преемник Джанибека.

## Биография
По вероисповеданию — мусульманин (имел мусульманское имя Мухаммед). Под командованием Джанибека участвовал в завоевательном походе в Азербайджан в 1356 году. После завершения похода был оставлен отцом править в Тебризе, но, получив данные о болезни Джанибека, вернулся в Орду, чтобы принять участие в борьбе за власть.
Пришёл к власти летом или осенью 1357 года. По персидским и татарским источникам отец Бердибека — Джанибек умер своей смертью от тяжёлой болезни после похода в Персию, по русскому источнику Бердибек организовал заговор, приведший к убийству своего тяжело больного отца.

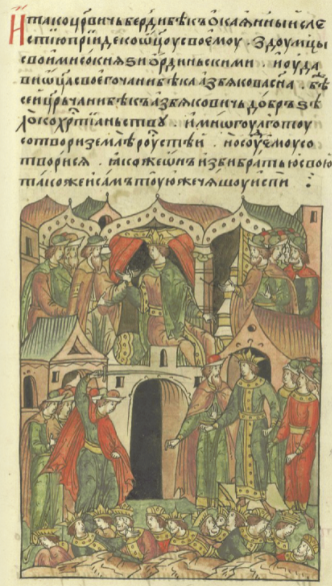
Бердибек садится на Ордынский престол

Сразу же после обряда вступления в должность Бердибек приказал убить всех представителей рода Бату-хана, которые могли быть его реальными или потенциальными конкурентами. Всего были убиты 12 его родственников, в том числе 8-месячный брат (по данным арабского автора Муин ад-Дин Натанзи, новый хан убил его, ударив о землю).
Бердибек дал русскому митрополиту Алексию ярлык (жалованную грамоту), подтверждающий освобождение Русской церкви от даней и поборов. В 1358 году дал ярлык венецианским послам Джованни Квирини и Франческо Бону, подтверждающий право купцов из Венеции на проживание и торговлю в Азове и Провато (бухта Двуякорная) и разрешающий этим купцам торговать в крымских портах Калитре, или Калиере (Коктебель), и Солдайе (Судак).
По данным арабского автора Ибн Хальдуна, одну из высоких административных должностей, беклярбек, при дворе Бердибека занимал Мамай.
Правил до конца лета или начала осени 1359 года, когда был убит в результате переворота, приведшего к власти нового хана Кулпу (Кульпу). Вместе с Бердибеком погиб его ближайший соратник Тагыл-бий (в русских летописях его именовали Товлубием), сыгравший ключевую роль в его приходе к власти.
Гибель Бердибека положила начало многолетней смуте в Орде, которую русские летописцы называли «великой замятней».
В иконе мастерской Дионисия «Митрополит Алексий с житием» изображён Бердибек за 2 года до своей кончины встречающим в 1357 году митрополита Алексия, приехавшим в Орду.

## Отражение в искусстве
Бердибек является одним из персонажей исторического романа Д. М. Балашова «Ветер времени» из цикла «Государи Московские».
Приход Бердибека к власти показан в фильме «Орда».

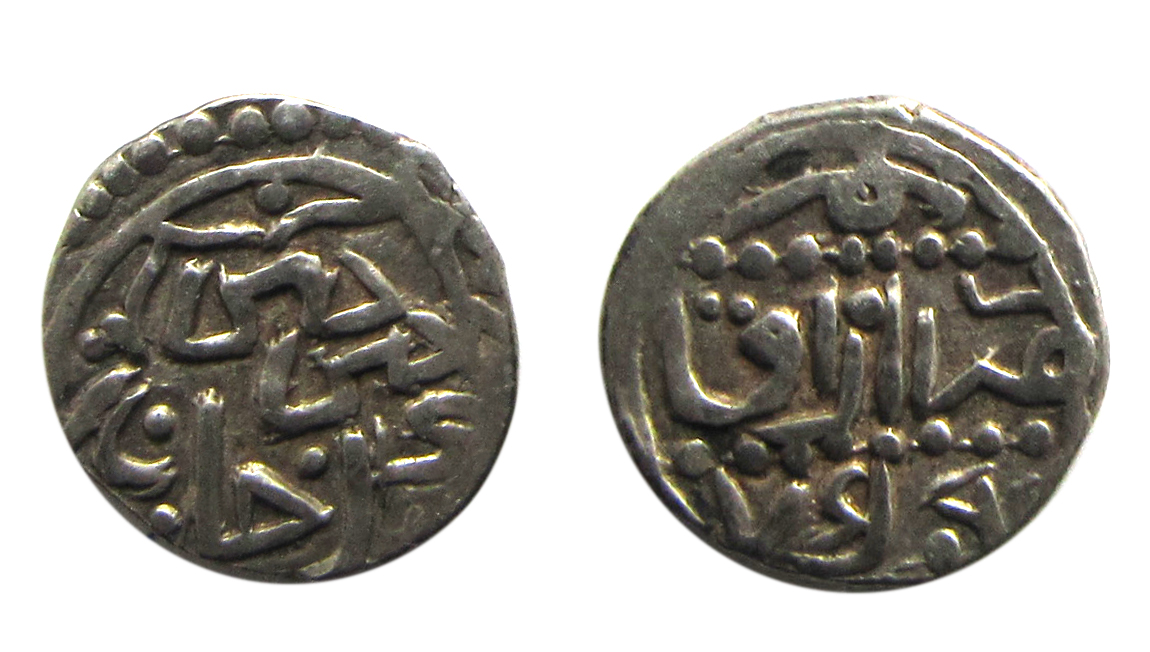
Данг Бердибека. Чекан Азак 759 г.х.

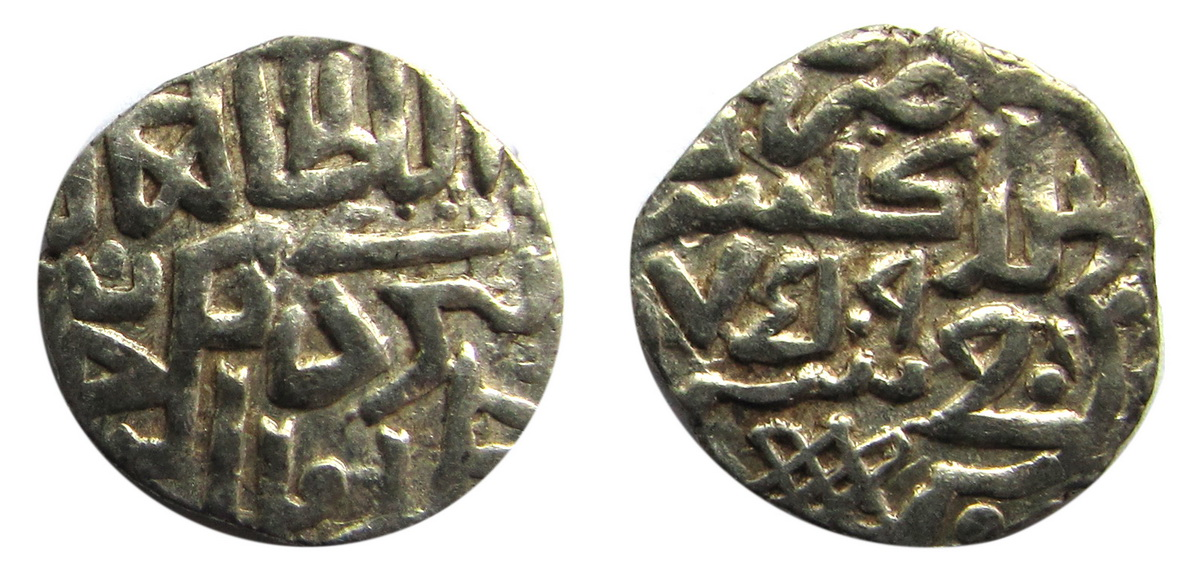
Данг Бердибека. Чекан Гюлистана 759 г.х.

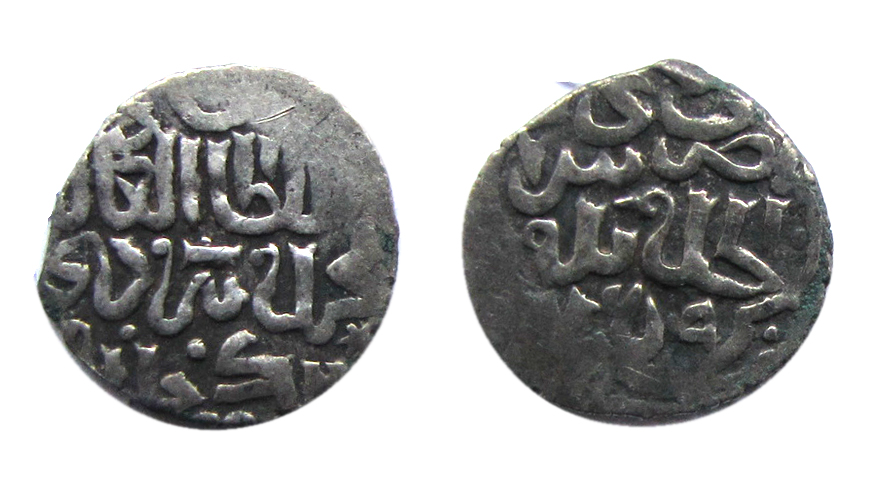
Данг Бердибека. Чекан Сарай ал-Джадид 759 г.х.